# Christian Raulin

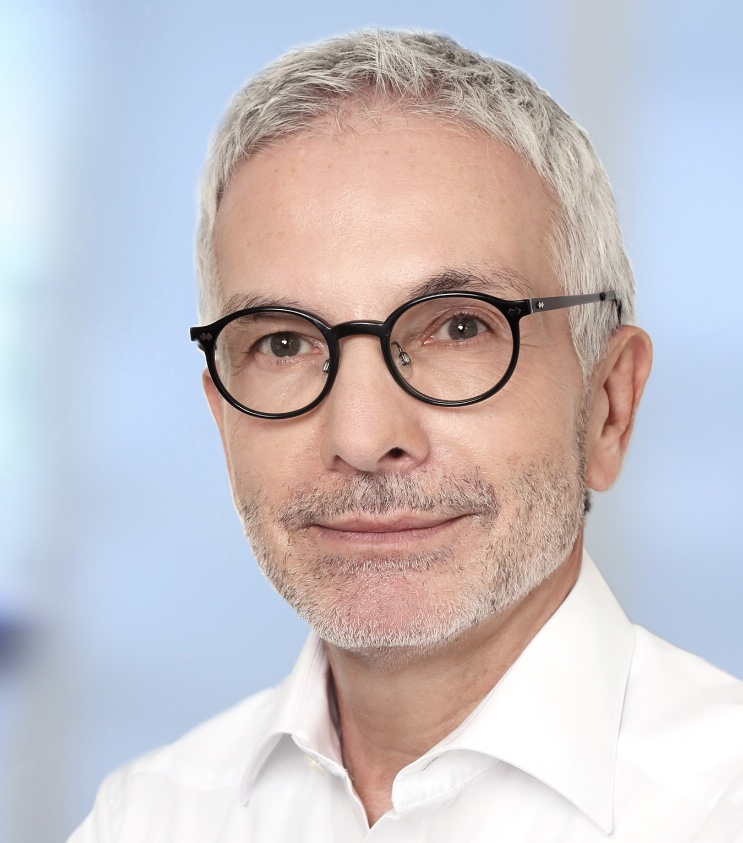
Christian Raulin

Christian Ernst Raulin (* 16. Dezember 1958 in Berlin) ist ein deutscher Facharzt für Dermatologie, Allergologie und Venenheilkunde, der vor allem in der ästhetisch-chirurgischen Medizin tätig ist. Seit 2006 ist er apl. Professor für Dermatologie und Venerologie an der Universität Heidelberg.

## Leben
Christian Raulin ist in Ludwigsburg aufgewachsen. 1977 erlangte er sein Abitur am Friedrich-Schiller-Gymnasium Ludwigsburg.
Von 1977 bis 1979 studierte er an der Ruhr-Universität in Bochum. Von 1979 bis 1983 folgte ein Studium an der Westfälischen Wilhelms-Universität in Münster. 1983 wurde Raulin als Arzt approbiert. Während seines Studiums war Raulin Stipendiat der Konrad-Adenauer-Stiftung. 1984 promovierte er zum Thema Insulitis bei AKR-Mäusen unter dem Einfluß von Alloxan und unspezifischer Aktivierung des Immunsystems durch Fremdeiweiß. 2002 erfolgte die Habilitation über das Thema Laser und IPL-Technologie – Entwicklungen, Resultate und Evaluation innovativer Therapieverfahren in der Dermatologie.
Von 1983 bis 1988 war Christian Raulin Assistenzarzt an der Universitäts-Hautklinik Heidelberg. Seit 1988 ist er Facharzt für Dermatologie, Venerologie und Allergologie. 1988 erlangte er die Zusatzbezeichnung „Naturheilverfahren“ und 1995 die Zusatzbezeichnung „Phlebologie“. Seit 1989 ist er als Hautarzt in eigener Praxis in Karlsruhe niedergelassen, mit einem Schwerpunkt in dermatologischer Lasertherapie. 
Christian Raulin war 2016 Gründungsmitglied des eingetragenen Vereins „Deutsche Gesellschaft für Ästhetische Botulinum- und Filler-Therapie“, dessen zweiter Vorsitzender er ist.
Im Juni 2024 hatte Raulin in der Datenbank Scopus 165 Veröffentlichungen gelistet und sein h-Index lag bei 35.

## Veröffentlichungen

### Bücher
- mit Bärbel Greve: Laser und IPL-Technologie in der Dermatologie und Ästhetischen Medizin. Schattauer, Stuttgart 2003, ISBN 3-7945-2236-2.
- mit Syrus Karsai (Hrsg.): Lasertherapie der Haut. Springer Medizin, Heidelberg 2013, ISBN 978-3-642-29909-4.

### Beiträge (Auswahl)
- mit Syrus Karsai, Wolfgang Bäumler: Laser tattoo removal. Is there light at the end of the tunnel or is it just the light of an oncoming train? In: British Journal of Dermatology. 175, 2016, S. 1338, DOI:10.1111/bjd.14696.
- mit Syrus Karsai, Michael W. Jäger, Annette Oesterhelt, Christel Weiss, Stephany W. Schneider, Michael Jünger: Treating onychomycosis with the short-pulsed 1064-nm-Nd:YAG laser: results of a prospective randomized controlled trial. In: Journal of the European Academy of Dermatology and Venereology. 31, 2017, S. 175, DOI:10.1111/jdv.13798.
- mit Frank Pinto, Stephan Große‐Büning, Syrus Karsai, Christel Weiss, Wolfgang Bäumler, Stefan Hammes, Moritz Felcht: Neodymium‐doped yttrium aluminium garnet (Nd:YAG) 1064‐nm picosecond laser vs. Nd:YAG 1064‐nm nanosecond laser in tattoo removal: a randomized controlled single‐blind clinical trial. In: British Journal of Dermatology. 176, 2017, S. 457,  DOI:10.1111/bjd.14962.
- mit Laura Pohl, Syrus Karsai: Rhinophym. In: Der Hautarzt. 69, 2018, S. 853, DOI:10.1007/s00105-018-4162-1.
- mit Stefan Hammes: Tiefe Verbrennungsverletzung durch Nd:YAG-Laser zur Tätowierungsentfernung. In: Deutsches Aerzteblatt Online. 2018, DOI:10.3238/arztebl.2018.0610a.